# Samväldesspelen 1986
Samväldesspelen 1986 hölls i Skottlands huvudstad Edinburgh mellan 24 juli och 2 augusti 1986. Det var andra gången Edinburgh stod värd för spelen, den första gången var 1970. 1,660 idrottare från 27 nationer deltog i spelen.

## Deltagande i spelen
De flesta samväldesländer bojkottade spelen. Vid tidpunkten för spelen kunde 59 nationer delta i spelen men 32 av dem uteblev. Bojkotten grundade sig i missnöje med att Storbritannien och Nordirland upprätthöll idrottsutbyte med Sydafrika, landets apartheidpolitik till trots. Den sydafrikanska regimen hade huvudsakligen isolerats sedan 1960-talet. Isoleringen hade även ägt rum inom ramen för Samväldet, vilket föranlände Sydafrika att lämna detsamma. Huvuddelen av samväldets karibiska, afrikanska och asiatiska medlemmar bojkottade spelen, medan de huvudsakligen "vita" länderna deltog. Undantag fanns dock, exempelvis deltog afrikanska Botswana men inte Cypern. Bermuda gav senfärdigheten ett ansikte då landet deltog vid spelens invigning men sedan drog sig ur.

### Deltagande länder
- Australien

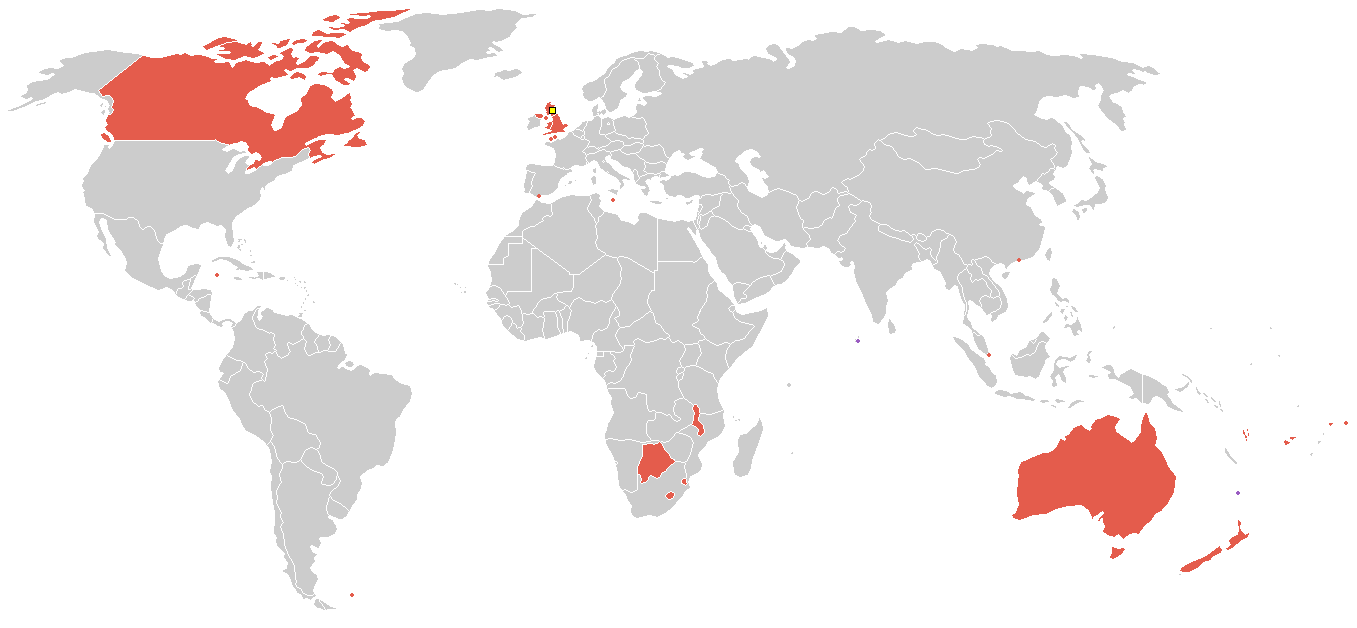
Deltagande länder

- Bermuda (drog sig ur efter invigningen)
- Botswana
- Caymanöarna
- Cooköarna
- England
- Falklandsöarna
- Fiji
- Gibraltar
- Guernsey
- Hongkong
- Isle of Man
- Jersey
- Kanada
- Lesotho
- Malawi
- Maldiverna (debut)
- Malta
- Nordirland
- Norfolkön (debut)
- Nya Zeeland
- Skottland
- Singapore
- Swaziland
- Vanuatu
- Västra Samoa
- Wales

### Bojkottande länder
- Antigua och Barbuda
- Bahamas
- Bangladesh
- Barbados
- Belize
- Bermuda
- Cypern
- Dominica
- Gambia
- Ghana
- Grenada
- Guyana
- Indien
- Jamaica
- Kenya
- Malaysia
- Mauritius
- Nigeria
- Pakistan
- Papua Nya Guinea
- Saint Kitts och Nevis
- Saint Lucia

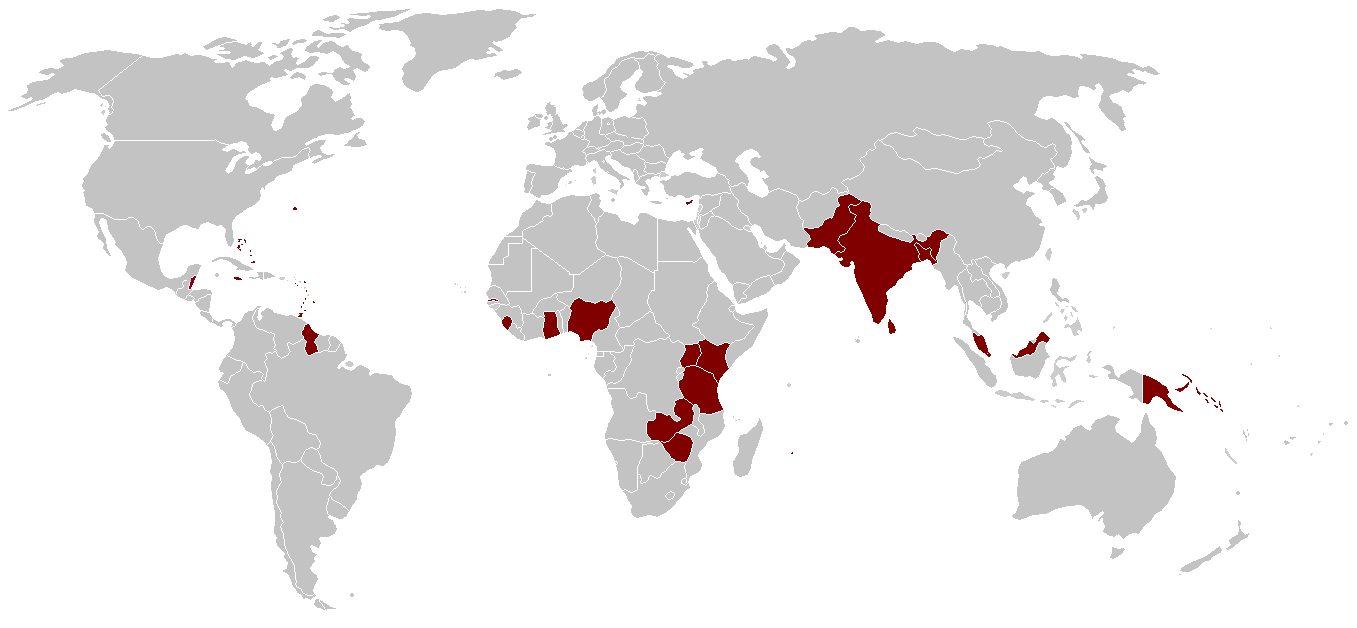
Bojkottande länder

- Saint Vincent och Grenadinerna
- Salomonöarna
- Sierra Leone
- Sri Lanka
- Tanzania
- Trinidad och Tobago
- Turks- och Caicosöarna
- Uganda
- Zambia
- Zimbabwe

## Medaljliga
| Nr | Nation      | Guld | Silver | Brons | Totalt |
| -- | ----------- | ---- | ------ | ----- | ------ |
| 1  | England     | 52   | 43     | 49    | 144    |
| 2  | Kanada      | 51   | 34     | 31    | 116    |
| 3  | Australien  | 40   | 46     | 35    | 121    |
| 4  | Nya Zeeland | 8    | 16     | 14    | 38     |
| 5  | Wales       | 6    | 5      | 12    | 23     |
| 6  | Skottland   | 3    | 12     | 18    | 33     |
| 7  | Nordirland  | 2    | 4      | 9     | 15     |
| 8  | Isle of Man | 1    | 0      | 0     | 1      |
| 9  | Guernsey    | 0    | 2      | 0     | 2      |
| 10 | Swaziland   | 0    | 1      | 0     | 1      |
| 11 | Hongkong    | 0    | 0      | 3     | 3      |
| 12 | Malawi      | 0    | 0      | 2     | 2      |
| 13 | Botswana    | 0    | 0      | 1     | 1      |
| 13 | Jersey      | 0    | 0      | 1     | 1      |
| 13 | Singapore   | 0    | 0      | 1     | 1      |

## Medaljörer per idrott

### Boxning
| Boxning vid Samväldesspelen 1986 |              |                  |                               |
| Tävling                          | Gold         | Silver           | Bronze                        |
| Lätt flugvikt                    | Scott Olson  | Mark Epton       | Johnston Todd Wilson Docherty |
| Flugvikt                         | John Lyon    | Leonard Makhanya | Kerry Webber Steve Beaupré    |
| Bantamvikt                       | Sean Murphy  | Roy Nash         | Glen Brooks John Sollitoe     |
| Fjädervikt                       | Billy Downey | Peter English    | Chris Carleton Johnny Wallace |
| Lättvikt                         | Asif Dar     | Neil Haddock     | Lyton Mphande Joe Jacobs      |
| Lätt weltervikt                  | Howard Grant | David Clencie    | Brendan Lowe Solomon Kondowe  |
| Weltervikt                       | Darren Dyer  | John McAllister  | John Shaw Damien Denny        |
| Lätt mellanvikt                  | Dan Sherry   | Rick Finch       | Glynn Thomas Alex Mullen      |
| Mellanvikt                       | Rod Douglas  | Jeff Harding     | Patrick Tinney George Ferrie  |
| Lätt tungvikt                    | Jim Moran    | Harry Lawson     | Brent Kosolofski              |
| Tungvikt                         | James Peau   | Douggie Young    | Dominic D'Amico Eric Cardouza |
| Supertungvikt                    | Lennox Lewis | Aneurin Evans    | James Oyebola                 |

### Friidrott
| Friidrott (herrar) vid Samväldesspelen 1986 |                                                                   |                                                                                |                                                                             |
| Tävling                                     | Gold                                                              | Silver                                                                         | Bronze                                                                      |
| 100 m                                       | Ben Johnson 10,07 (+1,6 m/s)                                      | Linford Christie 10,28                                                         | Mike McFarlane 10,35                                                        |
| 200 m                                       | Atlee Mahorn 20,31 (+2,2 m/s)                                     | Todd Bennett 20,54 (+2,2 m/s)                                                  | Ben Johnson 20,64 (+2,2 m/s)                                                |
| 400 m                                       | Roger Black 45,57                                                 | Darren Clark 45,98                                                             | Phil Brown 46,80                                                            |
| 800 m                                       | Steve Cram 1.43,22                                                | Tom McKean 1.44,80                                                             | Peter Elliott 1.45,42                                                       |
| 1 500 m                                     | Steve Cram 3.50,87                                                | John Gladwin 3.52,17                                                           | David Campbell 3.54,06                                                      |
| 5 000 m                                     | Steve Ovett 13.24,11                                              | Jack Buckner 13.25,87                                                          | Tim Hutchings 13.26,84                                                      |
| 10 000 m                                    | Jon Solly 27.57,42                                                | Steve Binns 27.58,01                                                           | Steve Jones 28.02,48                                                        |
| Maraton                                     | Rob de Castella 2.10.15                                           | Dave Edge 2.11.08                                                              | Steve Moneghetti 2.11.18                                                    |
| 110 m häck                                  | Mark McKoy 13,31 (+4,5)                                           | Colin Jackson 13,42 (+4,5)                                                     | Don Wright 13,64 (+4,5)                                                     |
| 400 m häck                                  | Phil Beattie 49,60                                                | Max Robertson 49,77                                                            | John Graham 50,25                                                           |
| 3 000 m hinder                              | Graeme Fell 8.24,49                                               | Roger Hackney 8.25,15                                                          | Colin Reitz 8.26,14                                                         |
| 4 x 100 meter                               | Kanada 39,15 Mark McKoy Atlee Mahorn Desai Williams Ben Johnson   | England 39,19 Lincoln Asquith Daley Thompson Mike McFarlane Clarence Callender | Skottland 40,41 Jamie Henderson Cameron Sharp George McCallum Elliot Bunney |
| 4 x 400 meter                               | England 3.07,19 Kriss Akabusi Roger Black Todd Bennett Phil Brown | Australien 3.07,81 Bruce Frayne Miles Murphy David Johnston Darren Clark       | Kanada 3.08,69 Anton Skerritt Andre Smith John Graham Atlee Mahorn          |
| 30 km gång                                  | Simon Baker 2.07.47                                               | Guillaume Leblanc 2.08.38                                                      | Ian McCombie 2.10.36                                                        |
| Höjdhopp                                    | Milton Ottey 2,30                                                 | Geoff Parsons 2,28                                                             | Alain Metellus Henderson Pierre 2,14                                        |
| Stavhopp                                    | Andy Ashurst 5,30                                                 | Robert Feguson 5,20                                                            | Neil Honey 5,20                                                             |
| Längdhopp                                   | Gary Honey 8,08                                                   | Fred Salle 7,83                                                                | Kyle McDuffie 7,79                                                          |
| Tresteg                                     | John Herbert 17,27w                                               | Mike Makin 16,87                                                               | Peter Beames 16,42                                                          |
| Kula                                        | Billy Cole 18,16                                                  | Joe Quigley 17,97                                                              | Stuart Gyngell 17,70                                                        |
| Diskus                                      | Ray Lazdins 58,86                                                 | Paul Nandapi 57,74                                                             | Werner Reiterer 57,34                                                       |
| Slägga                                      | Dave Smith 74,06                                                  | Martin Girvan 70,48                                                            | Phil Spivey 70,30                                                           |
| Spjut                                       | David Ottley 80,62                                                | Mick Hill 78,56                                                                | Gavin Lovegrove 76,22                                                       |
| Tiokamp                                     | Daley Thompson 8663p                                              | Dave Steen 8173p                                                               | Simon Poelman 8015p                                                         |

| Friidrott (damer) vid Samväldesspelen 1986 |                                                                                   |                                                                           |                                                                               |
| Tävling                                    | Gold                                                                              | Silver                                                                    | Bronze                                                                        |
| 100 m                                      | Heather Oakes 11,20 (+2,3 m/s)                                                    | Paula Dunn 11,21 (+2,3 m/s)                                               | Angella Issajenko 11,21 (+2,3 m/s)                                            |
| 200 m                                      | Angella Issajenko 22,91 (+2,1 m/s)                                                | Kathy Cook 23,18 (+2,1 m/s)                                               | Sandra Whittaker 23,46 (+2,1 m/s)                                             |
| 400 m                                      | Debbie Flintoff 51,29                                                             | Jillian Richardson 51,62                                                  | Kathy Cook 51,88                                                              |
| 800 m                                      | Kirsty Wade 2.00,94                                                               | Diane Edwards 2.01,12                                                     | Lorraine Baker 2.01,79                                                        |
| 1 500 m                                    | Kirsty Wade 4.10,91                                                               | Debbie Bowker 4.11,94                                                     | Lynn Williams 4.12,66                                                         |
| 3 000 m                                    | Lynn Williams 8.54,29                                                             | Debbie Bowker 8.54,83                                                     | Yvonne Murray 8.55,32                                                         |
| 10 000 m                                   | Liz Lynch 31.41,42                                                                | Anne Audain 31.53,31                                                      | Angela Tooby 32.25,38                                                         |
| Maraton                                    | Lisa Martin 2.26.07                                                               | Lorraine Moller 2.28.17                                                   | Odette Lapierre 2.31.48                                                       |
| 100 m häck                                 | Sally Gunnell 13,29                                                               | Wendy Jeal 13,41                                                          | Glynis Nunn 13,44                                                             |
| 400 m häck                                 | Debbie Flintoff 54,94                                                             | Donalda Duprey 56,55                                                      | Jenny Laurendet 56,57                                                         |
| 4 x 100 meter                              | England 43,39 Paula Dunn Kathy Cook Joan Baptiste Heather Oakes                   | Kanada 43,83 Angela Bailey Esmie Lawrence Angela Phipps Angella Issajenko | Wales 45,37 Helen Miles Sian Morris Sallyanne Short Carmen Smart              |
| 4 x 400 meter                              | Kanada 3.28,92 Charmaine Crooks Marita Payne Molly Killingbeck Jillian Richardson | England 3.32,82 Jane Parry Linda Keough Angela Piggford Kathy Cook        | Australien 3.32,86 Maree Chapman Sharon Stewart Julie Schwass Debbie Flintoff |
| Höjdhopp                                   | Christine Stanton 1,92                                                            | Sharon McPeake 1,90                                                       | Janet Boyle 1,90                                                              |
| Längdhopp                                  | Joyce Oladapo 6,43                                                                | Mary Berkeley 6,40                                                        | Robyn Lorraway 6,35                                                           |
| Kula                                       | Gael Martin 19,00                                                                 | Judy Oakes 18,75                                                          | Myrtle Augee 17,52                                                            |
| Diskus                                     | Gael Martin 56,42                                                                 | Venissa Head 56,20                                                        | Karen Pugh 54,72                                                              |
| Spjut                                      | Tessa Sanderson 69,80                                                             | Fatima Whitbread 68,54                                                    | Sue Howland 64,74                                                             |
| Sjukamp                                    | Judy Simpson 6282p                                                                | Jane Flemming 6278p                                                       | Kim Hagger 5823p                                                              |

### Simsport

#### Konstsim
| Konstsim vid Samväldesspelen 1986 |                                              |                                          |                                              |
| Tävling                           | Gold                                         | Silver                                   | Bronze                                       |
| Solo                              | Sylvie Fréchette 199,50                      | Jackie Dodd 188,05                       | Katie Stadlier 175,08                        |
| Duett                             | Kanada 199,54 Michelle Cameron Carolyn Waldo | England 186,59 Jackie Dodd Nicola Shearn | Australien 173,00 Lisa Lieschke Donna Rankin |

#### Simhopp
| Simhopp vid Samväldesspelen 1986 |                       |                       |                       |
| Tävling                          | Gold                  | Silver                | Bronze                |
| Herrar                           |                       |                       |                       |
| 3 m svikt                        | Shaun Panayi 648,33   | John Nash 647,74      | Craig Rogerson 620,43 |
| 10 m, höga hopp                  | Craig Rogerson 600,87 | David Bédard 576,81   | Bob Morgan 561,54     |
| Damer                            |                       |                       |                       |
| 3 m svikt                        | Debbie Fuller 513,09  | Jenny Donnet 494,52   | Kathy Keleman 484,65  |
| 10 m, höga hopp                  | Debbie Fuller 431,61  | Valerie Beddoe 414,78 | Julie Kent 411,13     |

#### Simning
| Simning vid Samväldesspelen 1986 | |                                                                                      |                                                                                |
| Tävling                          | Gold | Silver                                                                               | Bronze                                                                         |
| Herrar                           | |                                                                                      |                                                                                |
| 100 m frisim                     | Greg Fasala 50,95 | Neil Brooks 51,18                                                                    | Andy Jameson 51,21                                                             |
| 200 m frisim                     | Robert Gleria 1.50,57                                                                                                  | Peter Dale 1.51,16                                                                   | Thomas Stachewicz 1.51,21                                                      |
| 400 m frisim                     | Duncan Armstrong 3.52,25                                                                                               | Kevin Boyd 3,55,00                                                                   | Mike Davidson 3.56,96                                                          |
| 1 500 m frisim                   | Jason Plummer 15.12,62                                                                                                 | Mike McKenzie 15.12,72                                                               | Chris Chalmers 15.18,05                                                        |
| 100 m ryggsim                    | Mark Tewksbury 56,45                                                                                                   | Paul Kingsman 57,17                                                                  | Mike West 57,46                                                                |
| 200 m ryggsim                    | Sandy Goss 2.02,55 | Paul Kingsman 2.02,90                                                                | Sean Murphy 2.03,05                                                            |
| 100 m bröstsim                   | Victor Davis 1.03,01                                                                                                   | Adrian Moorhouse 1.03,09                                                             | Brett Stocks 1.03,75                                                           |
| 200 m bröstsim                   | Adrian Moorhouse 2.16,35                                                                                               | Victor Davis 2.16,70                                                                 | Nick Gillingham 2.20,46                                                        |
| 100 m fjärilsim                  | Andy Jameson 54,07 | Anthony Mosse 54,31                                                                  | Tom Ponting 54,56                                                              |
| 200 m fjärilsim                  | Anthony Mosse 1.57,27                                                                                                  | Tom Ponting 1.58,54                                                                  | Nick Hodgson 2.00,50                                                           |
| 200 medley                       | Alex Baumann 2.01,80                                                                                                   | Rob Woodhouse 2.04,19                                                                | Neil Cochran 2.04,34                                                           |
| 400 m medley                     | Alex Baumann 4.18,29                                                                                                   | Rob Woodhouse 4.22,51                                                                | Steve Poulter 4.24,71                                                          |
| Lagkapp 4 x 100 m frisim         | Australien 3.21,58 Greg Fasala Matthew Renshaw Mark Stockwell Neil Brooks                                              | Kanada 3.22,98 Vlastimil Černý Sandy Goss Blair Hicken Alex Baumann                  | England 3.25,01 Andy Jameson Mark Foster Geoffrey Stewart Roland Lee           |
| Lagkapp 4 x 200 m frisim         | Australien 7.23,49 Duncan Armstrong Peter Dale Roberto Gleria Thomas Stachewicz                                        | Kanada 7.29,52 Paul Szekula Sandy Goss Scott Flowers Tom Ponting                     | England 7.33,39 John Davey Jonathan Broughton Kevin Boyd Paul Howe             |
| Lagkapp 4 x 100 m medley         | Kanada 3.44,00 Mark Tewksbury Victor Davis Tom Ponting Alex Baumann Mike West Darcy Wallingford Claude Lamy Sandy Goss | England 3.44,85 Neil Harper Adrian Moorhouse Andy Jameson Roland Lee Nick Gillingham | Australien 3.45,86 Carl Wilson Brett Stocks Barry Armstrong Greg Fasala        |
| Damer                            | |                                                                                      |                                                                                |
| 100 m frisim                     | Jane Kerr 57,62 | Angela Harris 57,64                                                                  | Nicola Fibbens 57,66                                                           |
| 200 m frisim                     | Susie Baumer 2.00,61                                                                                                   | Jane Kerr 2.03,40                                                                    | Ruth Gilfillan 2.03,88                                                         |
| 400 m frisim                     | Sarah Hardcastle 4.07,68                                                                                               | Susie Baumer 4.12,77                                                                 | Jenny Burke 4.14,22                                                            |
| 800 m frisim                     | Sarah Hardcastle 8.24,77                                                                                               | Julie McDonald 8,29,52                                                               | Jenny Burke 8,41,64                                                            |
| 100 m ryggsim                    | Sylvia Hume 1.04,00 | Georgina Parkes 1.04,77                                                              | Nicole Livingstone 1.04,42                                                     |
| 200 m ryggsim                    | Georgina Parkes 2.14,88                                                                                                | Kathy Read 2.16,92                                                                   | Jodi McGibbon 2.17,66                                                          |
| 100 m bröstsim                   | Allison Higson 1.10,84                                                                                                 | Jean Hill 1.11,38                                                                    | Dimity Douglas 1.11,98                                                         |
| 200 m bröstsim                   | Allison Higson 2.31,20                                                                                                 | Cindy Õunpuu 2.32,63                                                                 | Dimity Douglas 2.34,54                                                         |
| 100 m fjärilsim                  | Caroline Cooper 1.02,12                                                                                                | Caroline Foot 1.02,30                                                                | Samantha Purvis 1.02,49                                                        |
| 200 m fjärilsim                  | Donna McGinnis 2.11,97                                                                                                 | Karen Phillips 2.12,71                                                               | Jill Horstead 2.14,53                                                          |
| 200 m medley                     | Suzanne Landells 2.17,02                                                                                               | Jean Hill 2.17,21                                                                    | Jane Kerr 2.18,73                                                              |
| 400 m medley                     | Suzanne Landells 4.45,82                                                                                               | Jodie Clatworthy 4.49,67                                                             | Sarah Hardcastle 4.50,52                                                       |
| Lagkapp 4 x 100 m frisim         | Kanada 3.48,45 Andrea Nugent Jane Kerr Pamela Rai Patricia Noall                                                       | England 3.49,65 Annabelle Cripps Caroline Cooper Nicola Fibbens Zara Long            | Australien 3.50,06 Angela Harris Jacqueline Grant Julie Pugh Sarah Thorpe      |
| Lagkapp 4 x 200 m frisim         | Australien 8.12,09 Jenny Burke Michelle Pearson Sarah Thorpe Susan Baumer                                              | England 8.13,70 Annabelle Cripps Karen Mellor Sarah Hardcastle Zara Long             | Kanada 8.20,78 Donna McGinnis Jane Kerr Patricia Noall Sophie Dufour           |
| Lagkapp 4 x 100 m medley         | England 4.13,48 Caroline Cooper Nicola Fibbens Simone Hindmarch Suki Brownsdon                                         | Kanada 4.14,89 Allison Higson Barbara McBain Donna McGinnis Jane Kerr                | Australien 4.15,06 Angela Harris Dimity Douglas Georgina Parkes Karen Phillips |

### Fotnoter
1. ↑  ”Glasgow 2014: The Bermuda boycott of 1986 that still hurts”. bbc.co.uk. BBC Sport. http://www.bbc.com/sport/commonwealth-games/27165110. Läst 19 augusti 2017.